# Дашійн Бямбасурен
Дашійн Бямбасурен (20 червня 1942, Биндер, Хентій, МНР) — п’ятнадцятий прем'єр-міністр Монголії, обраний шляхом демократичних виборів.

## Життєпис
Народився 20 червня 1942 року в сомоні Биндер Хентій. Отримав ступінь доктора економіки; працював в комітеті статистики, державному комітеті цінових стандартів, авторемонтному тресті. У 1989 році зайняв посаду голови Ради міністрів, 10 вересня 1990 року став останнім прем'єр-міністром МНР. У жовтні 1992 року залишив МНРП, аргументуючи це гегемонією партії в країні і її зв'язки зі світовим комуністичним рухом. У 1994 році заснував Монгольську партію демократичного відродження (Монголин ардчілсан серген мандлин нам), а пізніше приєднався до Демократичної партії Монголії.
В останні роки Бямбасурен активно протистояв археологічним дослідженням, спрямованим на відкриття місця поховання Чингисхана. Також займав посаду професора в Монгольської академії менеджменту і Університеті «Хан-Уул», очолював Монгольський фонд розвитку.
У 2009 році був нагороджений орденом Чингісхана.